# Abutilon pritchardii
Abutilon pritchardii är en malvaväxtart som beskrevs av Arthur Wallis Exell och Hillc.. Abutilon pritchardii ingår i släktet klockmalvor, och familjen malvaväxter. Inga underarter finns listade i Catalogue of Life.